# Namib
Namib je obalna puščava v južni Afriki. Njeno ime v jeziku Namov pomeni "prostranstvo" ali "praznina". Razprostira se na več kot 2000 km ob obalah Atlantika, od Angole, Namibije do Južne Afrike, natančneje južno od reke Karunjamba v Angoli, vzdolž namibijske obale do reke Olifants v Zahodni Kaplandiji (Western Cape) v Južni Afriki.  Severni del Namiba, ki se razteza 450 kilometrov od meje z Angolo proti Namibiji, je znan kot puščava Moçâmedes, medtem ko se njegov južni del približuje sosednji puščavi Kalahari. Od atlantske obale proti vzhodu se Namib počasi vzpenja v pasu do 200 km do vznožja Velikega roba. Letna količina padavin se giblje od 2 mm v najbolj sušnih območjih do 200 mm na robu, zaradi česar je Namib edina prava puščava v južni Afriki. Po sušnih ali polsušnih razmerah v približno 55–80.000.000 letih je Namib najstarejša puščava na svetu in tekmuje samo z južnoameriško puščavo Atakama, ki je tudi znana kot "najbolj sušen kraj na Zemlji". 
Puščavska geologija se sestoji iz peščenega morja (angl. erg) blizu obale, medtem ko so proti notranjosti gramozne ravnice in raztreseni gorski izdanki. Peščene sipine, nekatere so visoke tudi 300 m in se raztezajo 32 km v dolžino, so druge največje na svetu za sipinami puščave Badajin Džaran na Kitajskem. Temperature ob obali so stabilne in se čez leto gibljejo med 9–20 °C, medtem ko so temperature v notranjosti različne poleti, ko lahko dnevne temperature presegajo 45 °C, medtem ko so ponoči lahko okrog ledišča. Megla, ki se dviguje iz morja in nastane s trkom hladnega Benguelskega toka in toplega zraka iz Hadleyjeve celice, ustvari pas megle, ki pogosto ovija dele puščave. Obalne regije imajo lahko več kot 180 dni goste megle v letu, ki je zelo nevarna za ladje, zato je ob Obali okostij več kot tisoč razbitin, a pomemben vir vlage za puščavsko življenje.
Namib je skoraj v celoti nenaseljen, je le nekaj manjših naselij in avtohtonih pastirskih skupin, kot so Ovahimbi in Hereri Obathimbi na severu in Nami Topnaar v osrednji regiji. Zaradi starosti v Namibu živi več endemičnih vrst kot v kateri koli drugi puščavi na svetu.  Večina puščavskih divjih živali je členonožcev in drugih manjših živali, ki preživijo z malo vode, večje živali naseljujejo le severne regije. V bližini obale hladna oceanska voda, bogata z ribolovnimi viri, omogoča življenje rjavega kožuhastega tjulnja in obrežnih ptic, ki so plen levom na Obali okostij. V notranjosti je Narodni park Namib - Naukluft, največji park divjadi v Afriki, v katerem živijo afriški savanski sloni, gorske zebre in drugi veliki sesalci. Čeprav je na zunaj Namib v glavnem nerodoviten, v obalnih območjih rastejo lišaji in sukulente (sočnice), medtem ko trave, grmičevje in efemerne rastline uspevajo v bližini Velikega roba. Nekaj vrst dreves je sposobnih preživeti tudi v zelo izsušenem okolju. 

## Geografija in geologija
Puščava Namib je ena od 500 različnih fizičnogeografskih provinc južnoafriške platforme morfoloških enot. Zavzema površino okoli 80.950 km² in se razteza od reke Usiab (na severu) do mesta Lüderitz (na jugu) in od Atlantskega oceana (na zahodu) do namibskega Velikega roba (na vzhodu). To je približno 1600 km v dolžino in od 48 do 161 kilometrov v širino. Na severu puščava meji na Kaokoveld; meja med regijama je približno na zemljepisni širini mesta Walvis Bay in je sestavljena iz ozkega pasu zemljišča (približno 50 km širokega), ki je najbolj suho mesto v Južni Afriki. Na jugu meji na južnoafriško polpuščavo Karoo.
Južnejši Namib (med Lüderitzom in reko Kuiseb) ima veliko morje sipin z nekaterimi najvišjimi in najbolj spektakularnimi sipinami na svetu, ki so obarvane od rožnate do živo oranžne. Na območju Sossusvlei več sipin presega 300 m višine. Zaradi zapletenosti in pravilnosti vzorcev so sipine pritegnile pozornost geologov že pred desetletji, vendar so še vedno slabo razumljene.
Severno od Sossusvleia se pesek postopoma umakne skalni puščavi, ki se razteza vse do reke Swakop. To območje prečka kozorogov povratnik in je večinoma ravninsko z nekaterimi slikovitimi kanjoni in osamelci na nekaterih območjih, na primer v  Lunini dolini (Moon Valley). Medtem ko je večina tal skalnata, se peščene sipine občasno še pojavljajo, predvsem zasedajo večji del obale med Walvis Bayem in Swakopmundom.
Znani peščeni sipini sta 7 (Dune 7) in 45 (Dune 45). Sipina 7 leži 10 kilometrov zunaj mesta Walvis Bay in je najvišja v obalnem pasu puščave Namib. Visoka je okoli 130 metrov z zelo strmimi plazinami. Sipine pogosto uporablja južnoafriška vojska za usposabljanje. Sipina 45 je najslikovitejša in najpogosteje fotografirana. Je v bližini vhoda v južni del puščave Namib, privlačni Sossusvlei.
Puščava Namib je pomembna za pridobivanje volframa, soli in diamantov.
Številne reke in potoki tečejo skozi Namib, čeprav so vse reke južno od reke Kunene in severno od reke Oranje občasne in redko ali nikoli ne dosežejo oceana. Te reke nastanejo v notranjosti gorate Namibije in imajo vodo po poletnih deževnih nevihtah.

## Podnebje
Namibsko suho podnebje povzroča spust suhega zraka v Hadleyjevi celici, ki ga ohladi hladen Benguelski tok vzdolž obale. Tako pade manj kot 10 mm dežja letno in je skoraj popolnoma neplodna. Dežja je malo in je težko predvidljiv. Zahodni Namib dobi manj dežja (5 mm) od vzhodnega (85 mm). To je posledica več dejavnikov. Vetrovi z Indijskega oceana izgubijo del svoje vlage pri prehodu Zmajevega gorovja (Drakensberga) in so v bistvu suhi, ko dosežejo Veliki rob na vzhodnem koncu puščave. Vetrove z Atlantskega oceana pa vroč zrak z vzhoda potisne navzdol; njihova vlažnost povzroča oblake in meglo. Jutranje megle z morja potujejo v notranjost puščave in so redne ob obali. Velik del življenjskega kroga živali in rastlin v Namibu temelji na teh meglicah kot glavnem viru vode.
Suho podnebje Namiba kaže skoraj popolno pomanjkanje površinskih vodnih teles. Večina rečnih tokov je pod zemljo in/ali so suha večino leta in tudi če niso, se običajno stekajo v endoreične kotline, ne da bi dosegli morje. Swakop in Omaruru sta edini reki, ki se občasno stekata v ocean.
Ob celotni obali, predvsem pa v severnem delu, interakcija med z vodo obremenjenim zrakom, ki prihaja z morja z južnimi vetrovi, ki so med najmočnejšimi obalnimi vetrovi, in suhim zrakom puščave, povzroča obsežne meglice in močne tokove. Mornarji lahko izgubijo svojo smer, o čemer pričajo ostanki številnih razbitin ob Obali okostij v severnem Namibu. Nekatere od teh potopljenih ladij so že 50 metrov na kopnem, saj se puščava počasi premika proti zahodu v morje, ko več let nanaša zemljino. Benguelski el niño (podobno kot okoljske spremembe v Tihem oceanu) se širi od izliva Kunene proti jugu, občasno južno od Luderitza. Tople vode z globino in s tem povezane tokove od severozahoda so prvič v celoti katalogizirali raziskovalci morskega ribištva iz Cape Towna (L. V. Shannon in drugi). Raziskava je ugotovila pozitiven učinek benguelskega el niña na padavine v notranjosti. Padavinski podatki raziskovalne postaje Gobabeb npr. kažejo tudi različne pozitivne vrednosti v Namibu. Dogodek se ponovi približno vsako  desetletje (1974, 1986, 1994, 1995 in 2006 so nedavni primeri).

## Rastlinstvo in živalstvo
V puščavi Namib so številne nenavadne vrste rastlin in živali, od katerih so mnoge endemične in zelo prilagojene posebnim podnebnim območjem. Ena  najbolj znanih endemičnih rastlin je nenavadna velbičevka (Welwitschia mirabilis), grmu podobna rastlina, ki ji v celotni življenjski dobi zrasteta dva dolga, traku podobna lista. Lahko sta dolga več metrov, skrivenčena, razcepljena in zvita zaradi puščavskih vetrov. Velbičevka ima podolgovat, plitev koreninski sistem. Znana je po preživetju v zelo sušnih razmerah, večino vlage dobi iz obalnih morskih meglic. Območje, na katerem je največ velbičevk, je v okolici Lunine doline, predvsem na Velbičevski planoti (Welwitschia Plains).
Namibsko živalstvo so večinoma členonožci in druge majhne živali, ki lahko živijo z malo vode, nekaj pa je tudi večjih živali, antilope, kot gemsbok (oriks) in skokonoga gazela (Antidorcas marsupialis), noji (Struthio camelus) in na nekaterih območjih celo puščavski sloni (Afriški savanski slon (Loxodonta africana)). Vse te vrste so razvile načine za preživetje v okolju Namiba. Številni so endemični temni hrošči, kot je namibski puščavski hrošč (Stenocara gracilipes), ima kotanjasta krila z vzorcem hidrofilnih kotanj in hidrofobnimi koriti. Te zadržujejo vlažnost jutranje meglice, jih kondenzirajo v kapljice, ki se skotalijo hrošču v usta; znani so pod skupnim imenom "hrošči megličarji". Še en hrošč, Lepidophora discoidalis, gradi "lovilne mreže" za vodo. Črnohrbti šakali (Canis mesomelas) ližejo vlago s kamnov. Oriksi lahko dvignejo temperaturo svojih teles v najbolj vročih urah dneva do 40 °C. Puščava je tudi dom za podgane in več vrst kuščarjev.
Leta 1934 so ugotovili, da so afriški levi pogosti v obalnih regijah, gorah in ob efemernih rekah, med spodnjim tokom reke Kuiseb in reko Kunene.

## Prebivalstvo
Čeprav je puščava večinoma neposeljena in nedostopna, so v Sesriemu naselja v bližini znamenitega območja Sossusvlei in manjši zaselki drugje. Mesto Namibe v Angoli, Lüderitz, Walvis Bay in Swakopmund v Namibiji mejijo na puščavo ter so glavna naselja tem območju.

## Narodni park Namib - Naukluft
Narodni park Namib - Naukluft, ki se razprostira na velikem delu puščave Namib, je največji rezervat divjih živali v Afriki in eden največjih na svetu. Medtem ko je večina parka težko dostopna, je v puščavi tudi več znanih turističnih znamenitosti. Znano je območje Sossusvlei, kjer  visoke oranžne sipine obdajajo živo bele soline, kar ustvarja čarobno pokrajino.
Dostop do parka je po makadamskih cestah ali kolovozih (razen 60 km betonske ceste od vstopa v Sesriemu do Sossusvleia) ali z lahkimi letali iz Windhoeka (glavnega mesta Namibije, približno 480 km severovzhodno od središča puščave) ali iz Swakopmunda in Walvis Baya na severnem koncu puščave.

## Pomembne znamenitosti
- Bogenfels – naravni most
- Moon Valley – Lunina dolina
- Sesriem – kanjon
- Obala okostij
- Solitaire
- Sossusvlei
  - Sipina 45 – sipina
  - Deadvlei – kotlina bele gline
  - Hiddenvlei – osamljena suha kotlina med sipinami
- Spitzkoppe
- Velbičevka
- Swakopmund

## Galerija
- Satelitska slika namibskega peščenega morja (NASA World Wind); peščeno morje v Namibu pokriva 34.000 km² od obale Atlantskega ocena do Visokega roba
- Sipine puščave Namib. Sipine ležijo v smeri SZ–JV. Delujejo kot ovire, ki povzročajo, da se vetrovi odklonijo v desno, to je preusmeritev južnega vetra v jugozahodnega.
- Satelitska slika puščave Namib
- Acacia erioloba v regiji Sossusvlei
- Naravni rezervat Namib Rand
- Razpokana blatna zemljina blizu Sossusvleia
- Znak za Unescovo svetovno dediščino